# Anurognathidae
Anurognathidae (Anurognatidi) bili su skupina malenih pterosaura s kratkim repom ili bez njega, koji su tijekom jure i kasne krede nastanjivali Europu, Aziju i moguće Sjevernu Ameriku. U tu porodicu spadaju četiri roda: Anurognathus iz kasnojurske Njemačke, Jeholopterus iz srednjo- i kasnojurske Kine, Dendrorhynchoides iz srednjojurske i ranokredske Kine, te Batrachognathus iz kasnojurskog Kazahstana. Bennett (2007) je tvrdio da holotipni primjerak roda Mesadactylus, BYU 2024, zapravo pripada nekom anurognatidu. Mesadactylus potiče iz kasnojurske formacije Morrison u SAD-u. U srednjojurskoj formaciji Bakhar Svita u Mongoliji također su pronađeni ostaci nekog neutvrđenog anurognatida.

## Naziv i filogenija
Franz Nopcsa von Felső-Szilvás je 1928. dao nazive porodici Anurognathidae i potporodici Anurognathinae, s rodom Anurognathus kao tipičnim rodom. Naziv Anurognathidae prvi je iskoristio Oskar Kuhn 1967. godine. I Alexander Kellner i David Unwin su 2003. definirali tu grupu kao čvorni kladus: posljednjeg zajedničkog pretka rodova Anurognathus i Batrachognathus i svih njegovih potomaka.
Filogenija porodice Anurognathidae nije sigurno utvrđena. Prema nekim analizama, poput Kellnerovih, svrstavaju ih na vrlo bazalno mjesto na evolutivnom stablu pterosaura. Međutim, oni imaju i neke zajedničke osobine s naprednijom skupinom Pterodactyloidea, poput kratkih i sraslih repnih kostiju. Analiza Briana Andresa iz 2010. ukazala je na to da su Anurognathidae i Pterodactyloidea sestrinski taksoni. To bolje odgovara situaciji s njihovim fosilnim ostacima, jer rani anurognatidi nikada nisu otkriveni i da nedostaju ostaci koji bi pokrili prazninu od preko 60 milijuna godina.

## Osobine
Za razliku od svih ostalih pterosaura, anurognatidi su imali kratku glavu sličnu žabljoj, sa zaobljenom njuškom i velikim otvorima na lubanji. Parna premaksilarna kost bila je spojena i s oštro uspinjućim okoštanjem činila je prednji kraj nosnih otvora. Njihovi malobrojni zubi bili su maleni, špicasti i postavljeni okomito u čeljusti s velikim razmakom među sobom. Anurognatidi su vjerojatno bili insektojedi. Na fosilu jednog Jeholopterusa pronađene su strukture slične koži.
Kao i svi primitivni pterosauri, anurognatidi su imali relativno kratke kosti zapešća. Raspon krila iznosio je najviše pola metra. Za usporedbu, dimofrodontidi su u usporedbi s tijelom imali duža krila. Peti nožni prst bio je tanak, dug i mogao se postaviti okomito ostalim prstima. Rep im je bio kratak, srastao i kod Anurognathusa se sastojao od samo jedanaest pršljena.